# Campeonato de Fútbol de Costa Rica 1954
El Campeonato de Fútbol de 1954, se considera la edición número 34 de Liga de Fútbol de Costa Rica, organizada por la FEDEFUTBOL.
En 1954, se declara por primera vez un torneo desierto, debido a confusiones por parte de la Federación de Fútbol, debido a que el campeonato de 1953, terminó a mediados de 1954 y no se dio la debida organización.
En su lugar se jugó la Copa Costa Rica, ganada por el Club Sport Herediano.

## Equipos participantes
| Provincia | N.º | Equipos                                                                                         |
| --------- | --- | ----------------------------------------------------------------------------------------------- |
| San José  | 7   | La Libertad, Gimnástica Española, Orión, Universidad de Costa Rica, Saprissa, Uruguay y Moravia |
| Alajuela  | 1   | Alajuelense                                                                                     |
| Cartago   | 1   | Cartaginés                                                                                      |
| Heredia   | 1   | Herediano                                                                                       |

## Formato del Torneo
El torneo disputado a dos vueltas. Los equipos debían enfrentarse todos contra todos, el último lugar disputaría la promoción contra el campeón de Segunda División. 
| Campeón Declarado Desierto |

## Torneos
| Predecesor: Campeonato 1953 | Liga de Fútbol de Costa Rica Campeonato 1954 | Sucesor: Campeonato 1955 |